# Ty Walker
Tyran Jamall Walker, detto Ty (Columbus, 7 agosto 1989), è un cestista statunitense.

## Palmarès
- Match des Champions: 1

Limoges CSP: 2012
- Miglior stoppatore NBL Canada (2019)